# Rudolf Nurejev
Rudolf Chametovič Nurejev (rusky Рудольф Хаметович Нуреев, tatarsky Рудольф Хәмит улы Нуриев; 17. března 1938 poblíž Bajkalu – 6. ledna 1993, Levallois-Perret) byl jeden z nejvýznamnějších baletních tanečníků 20. století. Původem byl Tatar ze Sovětského svazu, který jako jeden z prvních sovětských umělců překročil roku 1961 železnou oponu a zůstal ve Francii. Jeho nejznámější role byly v Louskáčkovi, Labutím jezeře, Šípkové Růžence, Bajadéře a Giselle. V letech 1983–1989 byl ředitelem baletu Pařížské opery. Zemřel v roce 1993 na AIDS.

## Život

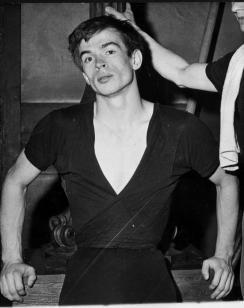
Rudolf Nurejev (1961)

Narodil se v chudé tatarské rodině. Jeho matka Farida byla ženou v domácnosti, otec Hamet se stal vojákem Rudé armády. Jeho baletní začátky bez podpory otce, který z něj chtěl mít lékaře nebo inženýra, byly o to těžší a ani rodinná finanční situace mu nepřála. Rodina byla umístěna do Ufy, hlavního města Baškortostánu, kde byla dlouhá zima a nouze o potraviny i oblečení. Ve městě však byla opera s velmi zajímavým repertoárem. V roce 1945 poprvé viděl baletní představení, které ho natolik uchvátilo, že se rozhodl pro kariéru profesionálního tanečníka. Začal tancovat lidové tance ve škole a v amatérských skupinách.
V patnácti letech dostal možnost tančit v umělecké škole proslulého Velkého divadla v Moskvě, jeho ovšem stále lákalo studium tance v Leningradě. V sedmnácti letech se mu splnil jeho sen, dostal se na vysněnou školu. Začátky byly velmi těžké, ale po čase se seznámil s Alexandrem Puškinem, který z něho udělal hvězdu první velikosti.
Roku 1961 odcestoval na turné a zůstal ve Francii, kde si uvědomil svou homosexuální orientaci. Roku 1989 konečně dostal souhlas Sovětského svazu k navrácení do země. Po 28 letech se opět shledal se svými rodiči a třemi sestrami.
Zemřel 6. ledna 1993, Levallois-Perret na důsledky své nemoci. Je pochován na ruském hřbitově v Sainte-Geneviève-des-Bois poblíž Paříže.